# Divino do Traíra
Divino do Traíra é um distrito do município brasileiro de Engenheiro Caldas, no interior do estado de Minas Gerais. Segundo o censo demográfico de 2022, realizado pelo Instituto Brasileiro de Geografia e Estatística (IBGE), sua população era de 1 155 habitantes e havia 441 domicílios particulares permanentes ocupados. Possui área de 39,37 km² conforme a Fundação João Pinheiro (FJP).
De acordo com o IBGE, em 2010 a população era de 997 habitantes e havia 401 domicílios particulares.

## História e descrição
Foi criado pela lei municipal nº 530 de 3 de abril de 1992. O nome Divino do Traíra foi colocado devido a sua ocupação ser às margens da BR-116, na confluência do ribeirão Traíra com o córrego Beija-Flor, cursos d'água de grande importância para a região.
A região também é marcada pela prática de parapente, sendo que os esportistas acabam passando distrito de Divino do Traíra durante os voos. Em 2021, muitos moradores registraram a chegada de pilotos para o Campeonato Brasileiro de Parapente.